# Lijst van voetbalinterlands Anguilla - Britse Maagdeneilanden
Deze lijst van voetbalinterlands is een overzicht van alle officiële voetbalwedstrijden tussen de nationale teams van Anguilla en de Britse Maagdeneilanden. De landen speelden tot op heden act keer tegen elkaar. De eerste ontmoeting was een kwalificatiewedstrijd voor de Caribbean Cup 1997 op 4 april 1997 in Roseau (Dominica). Het laatste duel, een vriendschappelijke wedstrijd, werd gespeeld in The Valley op 20 april 2025.

## Wedstrijden
| № | Plaats             | Datum             | Competitie                      | Wedstrijd                         | Uitslag |
| - | ------------------ | ----------------- | ------------------------------- | --------------------------------- | ------- |
| 1 | Roseau             | 4 april 1997      | Caribbean Cup 1997 kwalificatie | Britse Maagdeneilanden − Anguilla | 4 − 1   |
| 2 | Road Town          | 25 februari 2000  | Vriendschappelijk               | Britse Maagdeneilanden − Anguilla | 3 − 4   |
| 3 | Road Town          | 27 februari 2000  | Vriendschappelijk               | Britse Maagdeneilanden − Anguilla | 4 − 0   |
| 4 | Road Town          | 6 juli 2002       | Vriendschappelijk               | Britse Maagdeneilanden − Anguilla | 2 − 1   |
| 5 | Quartier-d'Orléans | 18 september 2010 | Vriendschappelijk               | Britse Maagdeneilanden − Anguilla | 2 − 1   |
| 6 | Road Town          | 7 juli 2012       | Vriendschappelijk               | Britse Maagdeneilanden − Anguilla | 1 − 0   |
| 7 | The Valley         | 17 april 2025     | Vriendschappelijk               | Anguilla − Britse Maagdeneilanden | 0 − 0   |
| 8 | The Valley         | 20 april 2025     | Vriendschappelijk               | Anguilla − Britse Maagdeneilanden | 1 − 0   |

## Samenvatting
| Competitie                 | Totaal gespeeld | Winst Anguilla | Gelijk | Winst Br. Maagdeneil. | Doelsaldo Anguilla – Br. Maagdeneil. |
| -------------------------- | --------------- | -------------- | ------ | --------------------- | ------------------------------------ |
| Caribbean Cup-kwalificatie | 1               | 0              | 0      | 1                     | 1 − 4                                |
| Vriendschappelijk          | 7               | 2              | 1      | 4                     | 7 − 12                               |
| Totaal                     | 8               | 2              | 1      | 5                     | 8 − 16                               |

Wedstrijden bepaald door strafschoppen worden, in lijn met de FIFA, als een gelijkspel gerekend.